# Exocentrus bremeri
Exocentrus bremeri là một loài bọ cánh cứng trong họ Cerambycidae.